# Bill Berry (Rockmusiker)

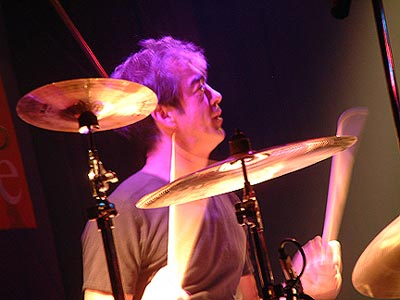
Bill Berry

William Thomas „Bill“ Berry (* 31. Juli 1958 in Duluth, Minnesota) ist Gründungsmitglied und war 17 Jahre lang Schlagzeuger der amerikanischen Alternative-Rock-Band R.E.M.

## Werdegang
1972 lernte Bill Berry auf der High School in Macon, Georgia den späteren R.E.M.-Bassisten Mike Mills kennen. Nach ihrem Schulabschluss zogen die beiden nach Athens, um dort zu studieren. 1980 lernten sie Michael Stipe und Peter Buck kennen, mit denen sie die Band R.E.M. gründeten. Berry spielte außerdem zusammen mit seinen Bandkollegen Buck und Mills sowie Warren Zevon von 1984 bis 1987 im Bluesrock-Projekt Hindu Love Gods.
1995 brach er während eines Konzerts in Lausanne auf der Bühne wegen einer Hirnblutung durch ein geplatztes Aneurysma zusammen. 1997 verließ er R.E.M. aus persönlichen Gründen. 1999, 2003, 2005 und 2007 spielte Berry nochmals bei einigen Auftritten von R.E.M. mit, war aber bis 2022 ansonsten als Landwirt tätig. 2022 gründete er die Band Bad Ends, deren Debütalbum 2023 erschien.